# Shocking Blue
「Shocking Blue」（ショッキング ブルー）は、伊藤美来による楽曲。伊藤の2ndシングルとして2017年5月3日に日本コロムビアから発売された。テレビアニメ『武装少女マキャヴェリズム』のオープニングテーマとして起用されている。

## 背景・制作
2017年2月23日に伊藤の2ndシングルがとのタイアップとして発売されることが公表。伊藤は、自身の20歳の誕生日でもある2016年10月12日にデビューシングル「泡とベルベーヌ」を発売、「伊藤美来らしさ」を重視し、タイアップという形を取らなかった1stとは異なり、伊藤にとって初めてのタイアップ曲となる。タイアップするのは伊藤も百舌鳥野 のの役として出演している『武装少女マキャヴェリズム』。
レコーディングでは、音を合わせて歌う技術的な難しさ、表現力の問題があったという。「Shocking Blue」はこれまでに歌ったことのないかっこいい楽曲で、「大人の女で歌わなくては」ということで「ちょっとお姉さんぶって背中を押す」イメージでレコーディングに挑んだ。しかし、いろいろと試していく中で「美来ちゃんらしく『自信はないけど堂々と歌う感じで』」「等身大のままで、少し背伸びするぐらいで」とディレクションを受け、伊藤自身も自信があまりない人柄であり、それでも仕事には堂々とチャレンジしていかなくてはいけないと思っていることを思い出し、「そのままの気持ちで」歌えば伊藤美来らしくなると気が付いたという。また、歌詞にも共感できる部分があり、感情の入れ方や強弱のつけ方などにも妥協することなくこだわって録音したという。

## 音楽性

### Shocking Blue
Shocking Blueがオープニング主題歌として起用されているテレビアニメ「武装少女マキャヴェリズム」のバトルアクション作品に相応しい疾走感と切れ味鋭いブラスサウンドが特徴の楽曲で、前作「泡とベルベーヌ」とは方向性の違う楽曲となっている。歌詞も「若さゆえの悩みや青さ」が表現されたものとなっており、曲名の通りただの青だけでなく強さや情熱の青といった様々な青が含まれたものになっている。
1番のサビに含まれている「誰も誰も誰も」といった同じフレーズが3回連続で入る歌詞となっているが、1つ1つ違った表現で歌うようディレクションを受けており、伊藤は感情をどんどん強くしていくクレッシェンドを付けるような表現で歌い上げている他、サビの終わりの高音が続く部分では強さを引き出すためにあえて地声で歌うといった歌い方にも工夫もしている。また、武装少女マキャヴェリズムの世界観も反映させており、登場するキャラクターのがむしゃらさ、若さゆえの真っすぐさといった必死さを表現武装少女マキャヴェリズム、このことが大人になりきれず背伸びをしている感じが伊藤の事を歌っているようでここに「伊藤美来らしさ」が出ている。

### ルージュバック
「まるで小説を読んでいるような世界観」が特徴の曲で、歌詞も切なく大人な恋愛をイメージした表題曲「Shocking Blue」とは対照的な曲となっている。「ルージュバック」はブランデーとジンジャエールを合わせたカクテルの名前である。伊藤はこの曲について「大人の女性がひとりでバーに来たような曲。背伸びをして大人のかわいらしさを表現した」と話している。一方、曲調は歌詞とは違ったポップ調の明るい曲となっている。この曲もShocking Blueとはまた違った背伸びをした等身大の女の子を表現している。
レコーディングはこれまでのレコーディングとは違って、座って行った。「リラックスして、余裕を持って歌えたら良いね」ということで、「相談聞いてよ」くらいの感じで歌ったという。立って歌うよりも座ってリラックスしたことでより主人公に近づけたのではないかとも話している。
歌詞に中にお酒の名前が出てきたりとオシャレな雰囲気だが、登場する女の子は大人ぶって強がりな雰囲気で、女の子のかわいらしさや強がりが表現された構成となっている。そして最後の落ちサビ部分では感情が高ぶった表現をしており、伊藤自身こだわって撮ったという1曲の中で感情が大きく上下する曲というのもあり、「歌っている」より「演じている」感覚で、感情に任せて歌ったという。

## ミュージックビデオ
DVD付き限定盤にはShocking Blueのミュージックビデオが付いている。
今の自分が、理想の自分を探し求めるストーリーとなっている。キーワードは「青い花」。理想の自分が今の自分に道しるべとして青い花を落としていき、今の自分がそれを拾い集めて成長する物語。等身大の悩みや真っすぐさをこれまで以上にリアルに表現している。撮影は都内の街中で行い、2つの異なる衣装で撮った。カジュアルな服装が今の自分で、青い衣装が理想の自分という2役を演じている。

## シングル収録内容
| #         | タイトル                           | 作詞         | 作曲・編曲 | 時間  |
| --------- | ---------------------------------- | ------------ | ---------- | ----- |
| 1.        | 「Shocking Blue」                  | 森由里子     | 園田健太郎 | 3:57  |
| 2.        | 「ルージュバック」                 | ミズノゲンキ | 睦月周平   | 4:08  |
| 3.        | 「Shocking Blue」(off vocal ver.)  |              |            | 3:57  |
| 4.        | 「ルージュバック」(off vocal ver.) |              |            | 4:08  |
| 合計時間: | 合計時間:                          | 合計時間:    | 合計時間:  | 16:10 |

| #         | タイトル                          | 作詞  | 作曲・編曲 | 時間  |
| --------- | --------------------------------- | ----- | ---------- | ----- |
| 1.        | 「Shocking Blue」(MV)             |       |            | 4:16  |
| 2.        | 「Shocking Blue」(メイキング映像) |       |            | 17:08 |
| 合計時間: | 合計時間:                         | 21:24 |            |       |